# Can You Keep a Secret? (película)
No te lo vas a creer (en inglés: Can You Keep a Secret?)es una película del 2019 de comedia romántica independiente, dirigida por Elise Duran y protagonizada por Alexandra Daddario y Tyler Hoechlin. Está basada en la novela del mismo nombre escrita por Sophie Kinsella en 2013, y cuyo guion fue escrito por Peter Hutchings.
No te lo vas a creer estuvo disponible como un filme de vídeo bajo demanda en América del Norte desde el 13 de septiembre del 2019, con una versión para cine limitada en los mercados extranjeros, donde ganó un total en taquilla de $ 1.6 millones.

## Argumento
Emma Corrigan es una representante junior de marketing de Nueva York en una compañía de alimentos orgánicos; sin embargo, se encuentra en Chicago para una reunión de ventas, en la cual su cliente declina su propuesta. Borracha en el vuelo de regreso a casa, y con el avión dando tumbos por la turbulencia, piensa que morirá y empieza a revelar secretos personales y profesionales a un guapo desconocido, incluyendo entre estos su insatisfacción hacia su novio Connor. Connor se encuentra con ella en el aeropuerto y sugiere mudarse juntos a una casa. Ella está de acuerdo con él, pero a la mañana siguiente se arrepiente de su decisión.
De regreso en su trabajo, Emma se prepara para la visita del CEO de Panda, Jack Harper. Cuándo este llega, resulta ser el guapo desconocido que conoció en el avión. Él acuerda no decir nada de lo ocurrido y promete no despedirla, si a cambio no revela que él estuvo en Chicago.
En una reunión de marketing Emma sugiere que el objetivo demográfico para la línea de productos de Panda Bites no debería ser milenial, sino para personas mayores. Connor y otro compañeros dicen que el producto sencillamente tendría que eliminarse. Emma más tarde le pide a Nick, el representante de Panda Bites, un corte del presupuesto para el departamento de marketing pues quiere probar su teoría.
Emma llama Connor a la sala de archivos para tener sexo espontáneo en un intento de revitalizar su relación. Cuándo Connor la rechaza, Emma rompe con él. Jack la invita a cenar y los dos empiezan una relación apasionada; sin embargo, parece que Jack oculta algo. La compañera de apartamento de Emma, su mejor amiga Lissy, le advierte que esa relación puede ser unilateral en cuanto a sus sentimientos.
Jack habla sobre los productos hechos por Panda en televisión, mientras todos en la oficina lo miran. Él describe el nuevo nicho de la compañía como la "chica en la calle", y dando más detalles al respecto, comienza a describir a Emma, revelando todos sus secretos. A pesar de que no la nombra, sus compañeros de trabajo se dan cuenta y se burlan de ella. Jack se entera demasiado tarde de lo que ha hecho cuando Emma rechaza sus llamadas. Días después, ambos se encuentra en una cafetería, Emma le reclama por qué  había ido a Chicago. Jack es reticente y Emma lo deja. Lissy y su otra compañera de apartamento, Gemma, le sugieren a Emma que consiga incluso revelar los secretos de él. Gemma sugiere la ayuda de un amigo reportero para investigar detalles sobre lo que pasó en Chicago, pero Emma rechaza la propuesta.
En una reunión de marketing, el jefe Cybill felicita a Nick por el anuncio en una revista por la idea de incluir a gente mayor. Después de tomarse todo el crédito, Emma le llama fuera y le pide el ascenso que le había prometido. Cybill se lo da.
Jack releva la razón por la que había estado viajando a Chicado: él ha estado trabajando para asegurarse de que su ahijada permanezca fuera del centro de atención después de la muerte de su padre, y que esta pudiera tener una vida normal. Gemma llega justo entonces con su amigo el reportero y Jack entra en rabia. Emma le sigue hasta Chicago. Ella le asegura que el reportero no dirá nada y le expresa su agradecimiento por amarla tal como es. Entonces él empieza a revelarle todo de sus secretos a ella.

## Reparto
- Alexandra Daddario, como Emma Corrigan
- Tyler Hoechlin, como Jack Harper
- Sunita Mani, como Lissy
- Laverne Cox, como Cybill
- Kimiko Glenn, como Gemma
- Bobby Tisdale, como Doug
- Kate Easton, como Artemis
- David Ebert, como Connor Martin
- Robert King, como Casey
- Sam Asghari, como Omar
- Judah Friedlander, como Mick

## Recepción

### Respuesta de la crítica
No te lo vas a creer recibió predominantemente opiniones negativas de los críticos. En Rotten Tomates la película tiene un índice de aprobación del 29% basado en opiniones de 17 críticos, con una puntuación media de 4.4/10.
Alan Pergament de The Buffalo News, al ver una repetición televisiva de la película, elogió el cameo de Kate Welshofer, una reportera de noticias de WGRZ que hace un cameo en la película; pero criticó el resto de la película, afirmando que se "achicó" poco después de la aparición de Welshofer.

### Taquilla
No te lo vas a creer tuvo una aparición en cines muy limitada en los mercados extranjeros, donde ganó un total de $1.6 millones de dólares en taquilla.